# Lee Miller
Elizabeth Lee Miller (Poughkeepsie, Nova York, 23 d'abril de 1907 - Chiddingly, Anglaterra, 21 de juliol de 1977) (Lady Penrose) va ser una fotògrafa estatunidenca. Durant la dècada del 1920 havia estat una model d'èxit a Nova York, fins que va arribar a París i es va convertir en fotògrafa artística i de moda; durant la Segona Guerra Mundial va treballar intensament com a fotoperiodista fent de corresponsal de guerra de Vogue, i va cobrir esdeveniments com el Blitz londinenc, l'alliberament de París i els camps de concentració de Buchenwald i Dachau.

## Biografia
Els seus pares eren Theodor, d'ascendència alemanya, i Florence Miller, d'ascendència canadenca, escocesa i irlandesa, i els seus germans Erik (més petit) i John (més gran). El seu pare era enginyer, inventor i home de negocis aficionat a la Fotografia, i amb freqüència va utilitzar la seva filla com a model per les seves fotografies, entre les quals es troben bastants nus realitzats amb la tècnica estereoscòpica; també va ensenyar als seus fills a fer fotos des de petits. El 1914, quan tenia set anys, va ser violada durant la seva estança amb la família a Brooklyn, i poc després se li va diagnosticar gonorrea; la violació, de la que quasi mai parlava, va tenir un efecte traumatitzador sobre ella de per vida.

## Activitat professional

### Model
Als dinou anys va conèixer Condé Nast, fundador de la revista Vogue, amb qui va iniciar la seva carrera com a model, i al març de 1927 va aparèixer a la portada de la revista en una il·lustració de George Lepape. Durant dos anys va ser una de les models més sol·licitades a Nova York, sent fotografiada per Edward Steichen, Arnold Genthe i Nickolas Murray. Quan una foto seva feta per Steichen va ser utilitzada per anunciar un producte d'higiene femenina (Kotex), es va originar un escàndol tan gran que va posar fi a la seva carrera com a model.

### Fotògrafa
El 1929 es va traslladar a París i va conèixer Man Ray, qui al principi es va negar a admetre-la com a alumna encara que finalment Miller es va convertir en la seva assistent fotogràfica, amant i musa. Va obrir el seu propi estudi fotogràfic, encarregant-se de vegades de fer fotografies de moda que li encarregaven a Man Ray perquè ell pogués concentrar-se en la seva pintura; per aquest motiu, moltes de les fotografies preses durant aquest període i atribuïdes a Man Ray van ser realment fetes per Lee. Durant aquests anys va participar activament en el moviment surrealista amb les seves imatges enginyoses i humorístiques, fent servir en bastants casos la tècnica de la solarització. En el seu cercle d'amics s'hi trobaven Pablo Picasso, Paul Éluard i Jean Cocteau, i fins i tot va aparèixer a la pel·lícula d'aquest últim, Le Sang d'un poète (1930), interpretant una estàtua que cobra vida.
Després d'acabar la seva relació amb Man Ray va tornar a Nova York el 1932 i va obrir un estudi fotogràfic amb la col·laboració del seu germà Erik, que treballava com el seu ajudant de laboratori. Aquest mateix any va participar en l'exposició de fotografia moderna europea realitzada a la Galeria Julien Levy de Nova York, i l'any següent una en solitari a la mateixa galeria. Entre els clients del seu estudi hi havia els artistes Joseph Cornell, Lilian Harvey i Gertrude Lawrence.
El 1934 es va casar amb Aziz Eloui Bey, un home de negocis egipci, i es va traslladar a viure al Caire, on, tot i no treballar de manera professional, va fer fotografies surrealistes com Portrait of Space. El 1937 va tornar a París, on va conèixer el que seria el seu futur marit, el crític i col·leccionista anglès Roland Penrose.
Entre 1939 i 1945 va formar part del London War Correspondents Corp i en el seu exercici com fotoperiodista va ser corresponsal de fotografia de guerra per a Vogue durant el Blitz; l'exèrcit dels Estats Units la va acreditar com a corresponsal de guerra per a Condé Nast Publications el desembre de 1942, i va fer equip amb David E. Scherman, corresponsal de LIFE i de qui va ser amant. Miller va anar a França un mes després del desembarcament de Normandia i va recórrer el país fotografiant, entre d'altres, els efectes del napalm en el setge de Saint-Malo, l'alliberament de París, la batalla d'Alsàcia i l'horror en els camps de concentració de Buchenwald i Dachau. Una fotografia que va fer Scherman de Miller banyant-se a l'apartament d'Adolf Hitler a Múnic és una de les més memorables de la col·laboració d'ambdós fotògrafs.
Després de tornar al Regne Unit va notar els efectes del trastorn per estrès posttraumàtic; va començar a beure en excés i a tenir dubtes sobre el seu futur. L'any 1946 va viatjar amb Penrose als Estats Units, on va visitar Man Ray a Califòrnia, i l'any següent es va divorciar amistosament d'Aziz Eloui Bey i es va casar amb Roland Penrose, el seu amant des de feia deu anys i del qual estava embarassada. En tenir el seu fill Antony va pràcticament abandonar la seva activitat fotogràfica, i en aquella època va ser coneguda com a Lady Penrose. El 1949 es va traslladar a viure a Farley Farm, a East Sussex (on va residir fins a la seva mort a causa d'un càncer el 1977), i durant les dècades de 1950 i 1960 la casa es va convertir en una mena de Meca artística que visitaven artistes com Pablo Picasso, Man Ray, Henry Moore, Eileen Agar, Jean Dubuffet, Dorothea Tanning o Max Ernst. Algunes de les seves fotografies van ser seleccionades per a l'exposició The Family of Man que es va fer al Museu d'Art Modern de Nova York el 1955.
Tot i que Miller va continuar fent sessions de fotos per a Vogue ocasionalment, aviat va canviar el laboratori fotogràfic per la cuina, convertint-se en una reeixida cuinera gourmet. També va fotografiar Picasso i Antoni Tàpies per a les biografies que va escriure d'ells. Malgrat tot, les imatges de la guerra, especialment les dels camps de concentració nazis, van seguir-la perseguint, i va començar allò que el seu fill descriu com una «espiral descendent». La seva depressió podria haver-se vist accelerada per culpa de la llarga relació amorosa que el seu marit mantenia amb la trapezista Diane Deriaz.

## Llegat
L'any 1976 Lee Miller va ser convidada d'honor al festival de Fotografia Rencontres internationales de la photographie d'Arles, i el 1989 es va fer una gran exposició retrospectiva seva que va recórrer bona part dels Estats Units. El 2012 es van incloure diverses de les seves obres en 13a edició de la dOCUMENTA de Kassel.

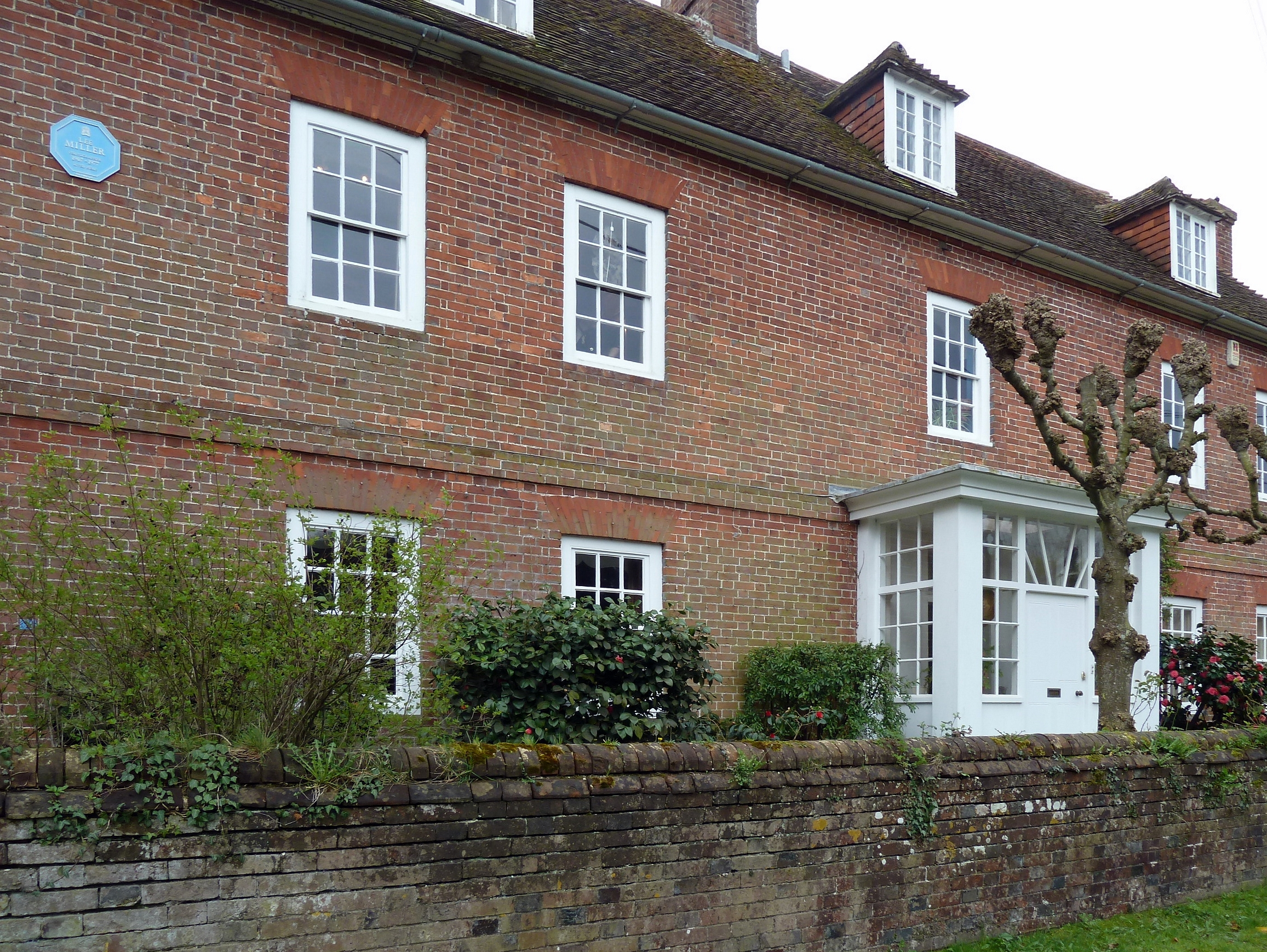
Farley Farm House.

El seu fill Antony Penrose és el propietari de Farley Farm House, i ofereix recorreguts per la casa i les obres dels seus pares. Al jardí (on es van escampar les cendres de Miller un cop incinerada) exhibeix peces d'art com Fallen Giant, Sea Creature, i Kneeling Woman, i la casa allotja les col·leccions privades de Miller-Penrose i la seva pròpia obra. Durant la seva vida, Miller va fer poca cosa per tal de promoure el seu treball fotogràfic; si aquest és reconegut avui dia és principalment gràcies als esforços del seu fill, qui ha estudiat, conservat i promogut l'obra de la seva mare des de principis de la dècada del 1980.
L'any 1985 Antony va publicar la primera biografia de Miller, The Lives of Lee Miller; des de llavors se n'ha escrit una sèrie de llibres, la majoria acompanyant exposicions fotogràfiques de fotos d'ella, de la mà d'historiadors i autors com Jane Livingstone, Richard Calvocoressi, i Mark Haworth-Booth. Fins i tot es va publicar el 2002 l'audiollibre Surrealism Reviewed, en el qual es pot escoltar una entrevista radiofònica a Miller de 1946. El 2005 la història de la vida de Miller es va convertir en un musical (Six Pictures Of Lee Miller), i el mateix any Carolyn Burke va publicar la biografia Lee Miller, A Life. El 2007 va sortir el CD i DVD interactiu Traces of Lee Miller: Echoes from St. Malo, sobre la seva fotografia de guerra a Saint-Malo.
El 1997 el seu fill Antony va descobrir a les golfes de la casa de Farley Farm unes caixes plenes de material oblidat de l'obra de la seva mare, i que contenien uns 60.000 negatius, còpies, fulls de contacte, manuscrits i documents originals, que van esdevenir la base del Lee Miller Archives; això va suposar el començament d'una llarga tasca de dur l'obra de Miller a la seva actual elevació de prominència internacional. Després d'anys treballant-hi, convertint el material original en format digital, el 23 d'abril de 2013, coincidint amb l'aniversari de Miller, la primera tanda (unes 3.000 fotografies) va ser publicada. Moltes d'aquestes imatges van veure la llum per primer cop, i la intenció dels Lee Miller Archives és anar-les publicant a un ritme d'unes 5.000 a 7.000 cada any fins a tenir-les totes digitalitzades i disponibles per a la consulta de qualsevol persona.
El 2009 es va descobrir que l'MI5, el servei secret britànic, va investigar Lee Miller i el seu marit (així com els artistes del seu grup d'amics), simpatitzants comunistes, entre 1941 i 1956, tant a Londres com a la seva casa de Farley Farm.
El 2018 la Fundació Joan Miró li va dedicar una exposició commemorativa.
El 2024 es va estrenar una pel·lícula basada en el període de la vida de Lee Miller en què va treballar com a reportera de guerra. L'actriu anglesa Kate Winslet interpreta la fotògrafa i és també productora del film, que va comptar amb l'assessorament d'Antony Penrose, fill de Miller.